# Yvon Delbos
Yvon Delbos (Thonac, 1885 - Parijs, 1956) was een Frans politicus.

## Biografie
Lid van het Parlement voor de Dordogne van 1924 tot 1940. Afgevaardigde in de Voorlopige Raadgevende Vergadering in 1945.
Lid van het Parlement voor de Dordogne in beide Nationale Grondwetgevende Vergaderingen van 1945 tot 1946.
Lid van het Parlement voor de Dordogne van 1946 tot 1955. Raadsheer van de Republiek voor de Dordogne van 1955 tot 1956. Onderstaatssecretaris van Technisch Onderwijs en Schone Kunsten van 17 april tot 11 oktober 1925.
Minister van Openbaar Onderwijs en Schone Kunsten van 11 oktober tot 28 november 1925.
Zegelbewaarder en vicevoorzitter van de Raad van 24 januari tot 4 juni 1936. Minister van Buitenlandse Zaken van 4 juni 1936 tot 13 maart 1938. Minister van Nationaal Onderwijs van 13 september 1939 tot 21 maart 1940 en van 5 tot 16 juni 1940. Minister van Staat van 22 januari tot 24 november 1947. Minister van Nationaal Onderwijs van 26 juli tot 5 september 1948 en van 11 september 1948 tot 2 juli 1950.
- Bibliothèque nationale de France: cb123839402 (data)
- Gemeinsame Normdatei: 118671316
- International Standard Name Identifier: 0000 0000 3564 7542
- Library of Congress Control Number: n94084806
- Nationale Bibliotheek van Israël: 987007281349505171
- Nederlandse Thesaurus van Auteursnamen: 130685232
- Système universitaire de documentation: 032899165
- Virtual International Authority File: 36999689
- WorldCat: E39PBJdgTPDRtGk9VHcGWqDQbd